# ISO 3166-2:LY
Kódy ISO 3166-2 pro Libyi identifikují 22 okresů (stav v roce 2015). První část (LY) je mezinárodní kód pro Libyi, druhá část sestává z dvou písmen identifikujících jednotlivá území.

## Seznam kódů
```
LY-BU Al Buţnān 
LY-JA Jabal al Akhdar
LY-JG Jabal al Gharbī
LY-JI Jafara
LY-JU Al-Džufra
LY-KF Al-Kufra
LY-MJ Marj
LY-MB Murqub
LY-WA Al Wáhát
LY-NQ Nuqat al Khams
LY-ZA Zawiya
LY-BA Benghazi
LY-DR Derna
LY-GT Ghat
LY-MI Misrata
LY-MQ Murzuq
LY-NL Nalut
LY-SB Sabha
LY-SR Surt
LY-TB Tripolis
LY-WD Wadi al Hayaa
LY-WS Wadi al Shatii
```